# 1233
1233 (MCCXXXIII) je bilo navadno leto, ki se je po julijanskem koledarju začelo na soboto.

## Dogodki

### Mongolske osvojitve
- 26. februar - Cui Li, general cesarstva Jin, izpogaja predajo prestolnice Kaifeng Mongolom. Vrhovni kan Ögedej mestu prizanese kljub dolgotrajnemu in brutalnemu obleganju, pobiti pa ukaže vse sorodnike cesarja Aizonga. Preživeli obleganci se Mongolom odkupijo z bogastvom v zameno za hrano.
- Cesar Aizong, ki se je pred Mongoli zatekel v Henan, medtem pošlje diplomatsko misijo k cesarju Južnega Songa Lizongu, da bi sklenil zavezništvo z njim proti Mongolom. Revanšistični cesar zavrne predlog in sklene zavezništvo z Mongoli.
- 3. avgust - Cesar Aizong iz Henana pribeži v Caizhou.
- december - Mongoli prično z obleganjem Caizhuja. 1234 ↔
- Ögodejev sin Güyük uniči samozvano kraljevino Vzhodno Xio (Dongxia) v južni Mandžuriji ob meji s Korejo.
- Mongolski general Čormagan vodi vojsko iz Perzije v Armenijo [1] in Gruzijo. Medtem ko uniči več armenskih mest in pokolje prebivalce, se gruzijska prestolnica Tbilisi brez odpora ukloni.

### Papeška inkvizicija
- Nemški vrhovni inkvizitor Konrad iz Marburga, ki se v inkvizicijskih sodbah poslužuje takrat še nelegalnega terorja in mučenja, si zada preveliko nalogo, ko krivoverstva obsodi grofa Sayna Henrika II.. Ta dokaže svojo nedolžnost, a Konrad vztraja pri svojem, da se sayneški grof udeležuje satanističnih orgij.↓
- 30. julij → Neznanci umore Konrada iz Marburga. Papež Gregor IX. zahteva kaznovanje krivcev, a je javno mnenje v Nemčiji po Konradovih izpadih močno proti papeški inkviziciji. 1234 ↔
- Istega leta papež izda bulo Vox in Rama, v kateri obsodi satanistične obrede v Nemčiji in opozarja na inkarniranje Satana v podobi črne mačke. ↓
- → V nekem drugem dokumentu papež prepove judom zaposlovanje krščanskih služabnikov.
- V severni Franciji imenuje papež za glavnega inkvizitorja dominikanca Roberta Bolgara.
  - Inkvizicijska preiskava v Montpellierju se sprevrže v pogrom proti judom. Mdr. so zažgana dela Mojzesa Majmonida.
- Križarska vojna proti Stedtingenu, avtonomni močvirnati regiji severno od Bremna. Bremenčani in križarji popolnoma uničijo vzhodne naseldbine Stedtingena, prebivalce pomorijo do zadnjega. Toda zahodne nasledbine Stedtingerjev se na križarsko vojno temeljito pripravijo in porazijo križarje. 1234 ↔

### Ostalo
- 1. marec - Umrlega savojskega grofa Tomaža I. nasledi Amadej IV.
- Srbski nadškof Sava določi za naslednika določi Arzenija I. Sremskega.
- Za novega canterburyjskega nadškofa je izvoljen in potrjen Edmund Rich.
- Umrlega antiohijskega kneza Bohemonda IV. nasledi sin Bohemond V..
- Cesarski regent Rikardo Filangieri brez uspeha išče podporo pri novem antiohijskem knezu, tripolitanskem grofu in armenskem kralju. 1234 ↔
- Umrlega irskega kralja Connachta Aeda O'Connorja nasledi sin Felim O'Connor.
- Rekonkvista: kastiljski kralj Ferdinand III. osvoji mavrski mesti Trujillo in Úbeda. Prosuli voditelj muslimanskega odpora Ibn Hud išče način, kako bi se pomiril s Kastiljci.↓
- → Aragonski kralj Jakob I. oblega in zavzame Burriano, kar mu odpre pot za zavzetje Valencije. 1238 ↔
- Bivši regent Hubert de Burgh, 1. grof Kent, ki je v starosti čez 70 let zapadel pri kralju Henriku III. v nemilost, pobegne iz ječe in poišče varstvo pri kambronormanskem upornem plemiču Richardu Marshalu, 3. grofu Pembroku.

## Rojstva
- Filip Benizi, redovnik, ustanovitelj reda servitov († 1285)
- Al-Navavi, islamski učenjak, pravnik († 1277)
- Otokar II. Pšemisl, češki kralj[2] († 1278)
- Pietro de' Crescenzi, italijanski pravnik in agronom († 1320)
- Rozalija iz Viterba, italijanska mistikinja, svetnica († 1251)

## Smrti
- 1. marec - Tomaž I., savojski grof (* 1178)
- 27. julij - Ferdinand Flandrijski, portugalski princ, grof Flandrije (* 1188)
- 30. julij - Konrad iz Marburga, nemški inkvizitor, križar (* 1195)

Neznan datum
- Aed O'Connor, irski kralj Connachta
- Al-Amidi, islamski pravnik (* 1156)
- Ibn Al-Athir, sirski zgodovinar (* 1160)
- Bertran de Born lo Filhs, okcitanski trubadur in vitez (* 1179)
- Bohemond IV., antioški knez (* 1172)
- Freidank, nemški pesnik
- Ibn al-Asir, arabski zgodovinar in biograf  (* 1160)
- Jolanda Courtenayska, ogrska kraljica (* 1200)